# Adamka (Łęg Starościński)
Adamka – część wsi Łęg Starościński w Polsce, położona w województwie mazowieckim, w powiecie ostrołęckim, w gminie Lelis.
W latach 1975–1998 Adamka administracyjnie należała do województwa ostrołęckiego.